# Willem van de Velde den yngre

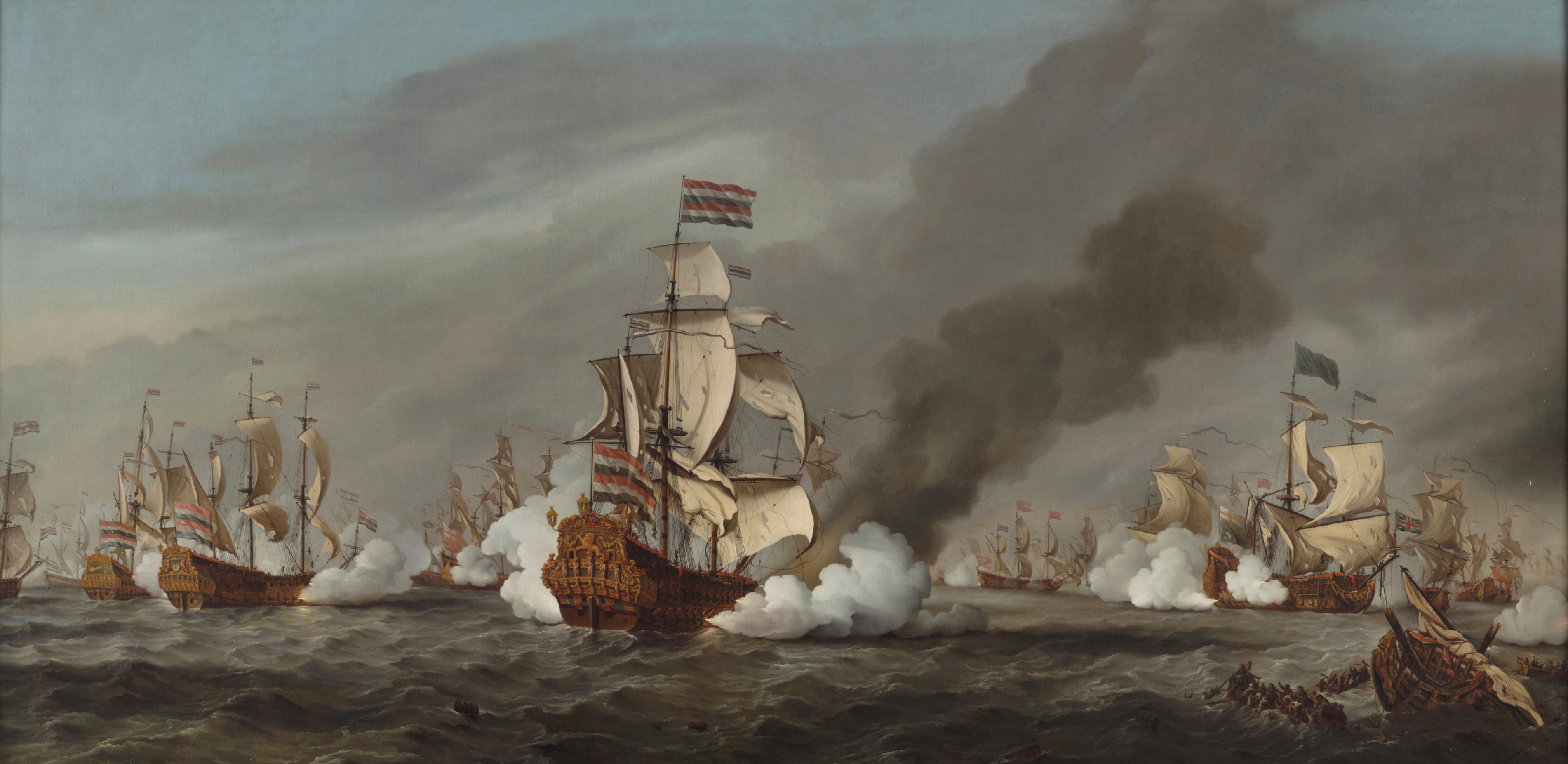
Slaget vid Texel, oljemålning av Willem van de Velde den yngre, 1668.

Willem van de Velde den yngre, född 1633 i Leiden, död den 6 april 1707 i London, var en holländsk konstnär.
Willem van de Velde den yngre var son till Willem van de Velde den äldre och bror till Adriaen van der Velde. Han var elev till Simon de Vlieger. Van de Velde trädde senast 1674 i kunglig engelsk tjänst. Han var bland annat kontraktsenligt förpliktad att överföra sin fars teckningr till målningar åt den engelske kungen. I likhet med sin far målade han i första hand marinmotiv.